# Chevrolet Corvair
«Chevrolet Corvair» («Шевроле Корвейр») — американський компактний автомобіль, який випускався підрозділом корпорації GM Chevrolet з 1960 по 1969 рік.
Спочатку «Корвейр» позиціонувався GM як компактний автомобіль початкової цінової категорії. Однак спроба утвердитись в цій ринковій ніші не вдалась, і внаслідок була здійснена спроба змістити позиціонування моделі в сторону компактного спортивного автомобіля, аналога «імпортних» (європейських) спортивних автомобілів і менш дорогої альтернативи Chevrolet Corvette.
Багато в чому саме «розмите» позиціонування, а також практично повна відсутність реклами в останні роки випуску, крім того — стійке упередження автомобільного суспільства, викликане публікацією книги Ральфа Нейдера «Небезпечний на будь-якій швидкості», головним «героєм» одного з розділів якої був Chevrolet Corvair як яскравий представник продукції детройтських автовиробників, і послужили причиною відходу цієї моделі з ринку наприкінці 1960-х без адекватної заміни в модельному ряді.
Дати загальну оцінку успішності «Корвейра» сьогодні досить складно. З одного боку, через пов'язаний з ним скандал сама назва цього автомобіля асоціюється в США з комерційним провалом і може бути поставлена в один ряд з такими одіозними автомобільними назвами, як Edsel. З іншої — він протримався на конвеєрі досить тривалий для тодішньої Америки термін — майже 10 років, причому майже без кардинальних модернізацій і лише з одним масштабним рестайлингом, і весь цей час знаходив свого покупця на ринку з найбільш високими в світі рівнями конкуренції і цінового тиску. В будь-якому разі, скандальна відомість і абсолютна унікальність цього автомобіля (більш-менш близькими за технічним рішенням в цьому розмірному класі були лиш задньомоторні «Татри», які самі по собі були виключно рідкісні, незалежно від моделі) роблять його в наші дні[коли?] цінним колекційним екземпляром.
Дизайн «Корвейра» справив значний вплив на тенденції автомобільної моди 1960-х років і став прообразом для цілого ряду європейських і азійських автомобілів, в тому числі — німецький NSU Prinz IV, британський Hillman Imp, деякі японські моделі і радянський ЗАЗ-966/968 «Запорожець».

## Історія

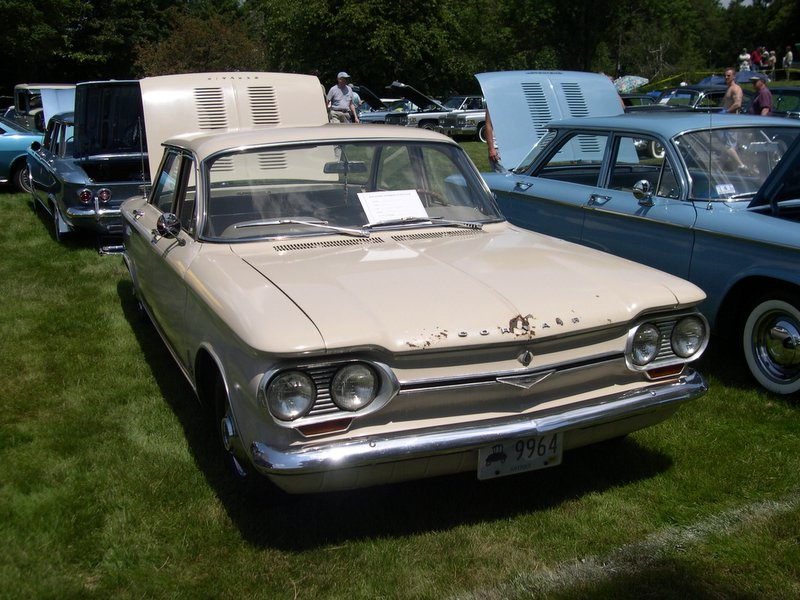
Corvair I-го випуску

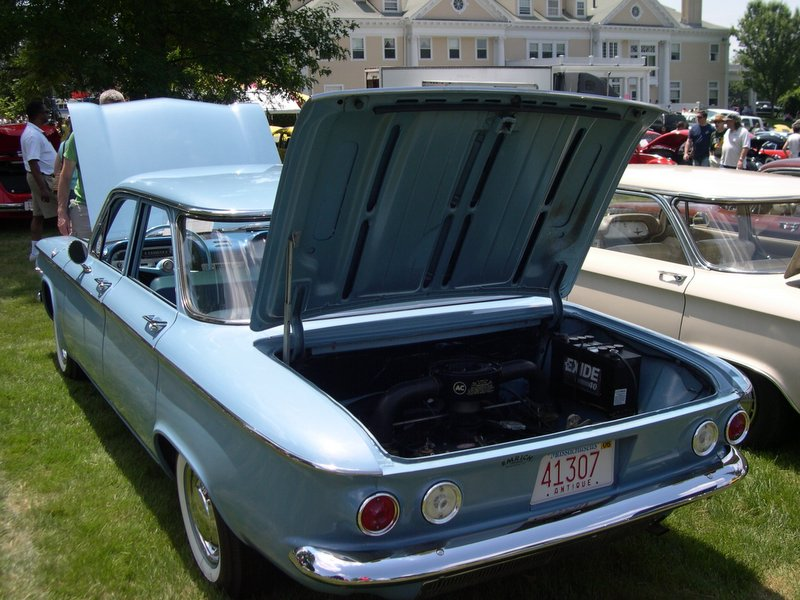

«Корвейр» був створений наприкінці 1950-х років як відповідь на зростаючий імпорт європейських автомобілів із заднім розміщенням двигуна — як малолітражних моделей, на кшталт «Фольксваген Жук», так і спортивних, типу Porsche.
Всі покоління «Корвейра» являли собою варіанти єдиного шасі із заднім розміщенням опозитного шестициліндрового двигуна повітряного охолодження, трансмісією типу transaxle і незалежною підвіскою всіх коліс. На задню вісь припадало понад 60% від загальної маси автомобіля. Дуже плоский і низько розміщений двигун дозволив створювати вантажопасажирські версії, фургони, і навіть пікапи, які не мали вираженого «горба» на підлозі багажного відділу, як, наприклад, в дослідних фургонів на базі «Запорожця».
Гама кузовів моделі першого покоління включала наступні варіанти: чотиридверні седани Corvair 500 і 700, дводверне купе Monza і кабріолет на його базі, універсал Lakewood і сімейство комерційних автомобілів вагонного компонування Corvair 95 (95 — колісна база цих автомобілів в дюймах, 2413 мм), яке включало фургон Corvan 95 і мікроавтобус Greenbrier, пікапи Loadside і Rampside. Corvan 95 мав глухі боки і 2-створчаті двері ззаду. Пасажирська модифікація Greenbrier мала крім задніх другі 2-стулкові двері в правому боці і, як рідкісну опцію, такі самі треті зліва. В пікапа Loadside відкидним був тільки задній борт, більш пізній Rampside мав також відкидний борт справа, який виконував роль трапу для завантаження-розвантаження. Найбільш рідкісною моделлю першого покоління є ранній пікап Loadside, випущений в 1962 модельному році в кількості 369 екземплярів.
Незалежно від об'єму встановленого двигуна, Chevrolet Corvair оснащувався 3-ступеневою механічною коробкою передач, як опція була доступна автоматична 2-ступенева. За утворення паливно-повітряної суміші відповідали два карбюратори (по одному на кожні три розміщені на одній стороні циліндра).

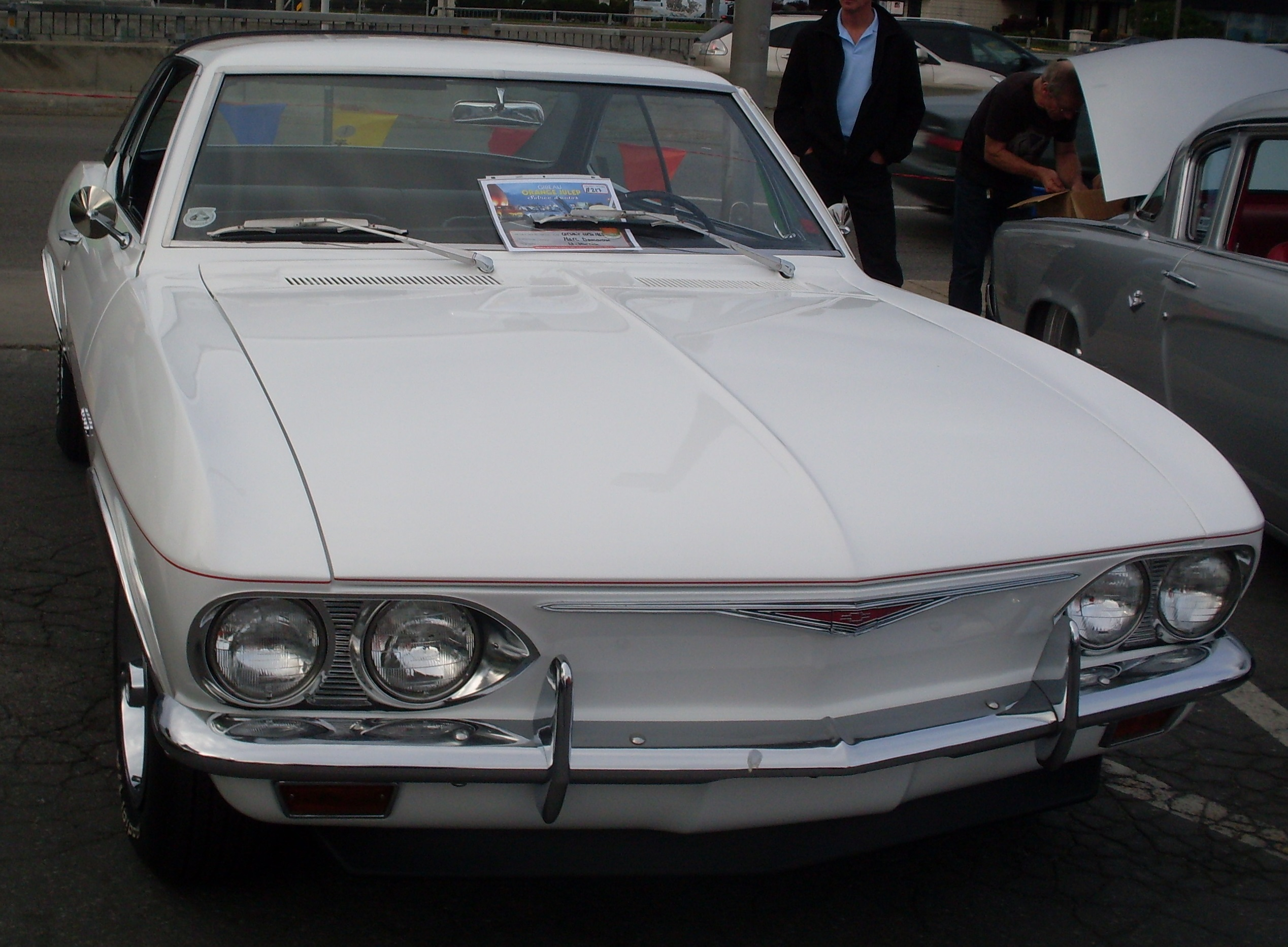
Corvair II-го випуску

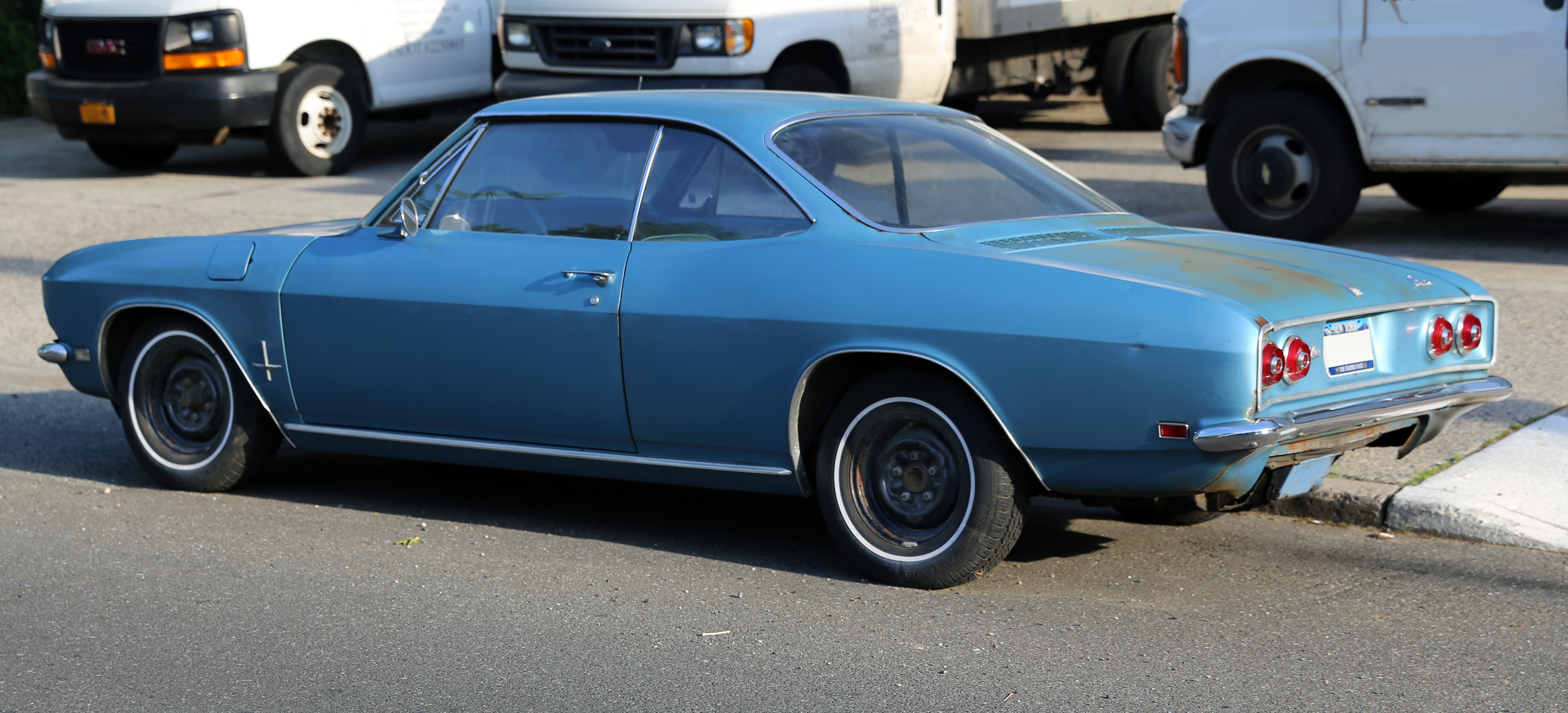

В 1965 модельному році випущено друге покоління «Корвейра», яке отримало повністю новий кузов типу хардтоп. В цьому ж році знято з виробництва сімейство «Корвейр-95». З раніше широкої гами кузовів залишились тільки купе, кабріолет і 4-дверний седан. Введенням заднього стабілізатора поперечної стійкості і нової задньої підвіски з півосями, які мали по два карданні шарніри замість одного, була усунена, відмічена в книзі Нейдера, схильність автомобіля до перекидання на високошвидкісних поворотах. В 1966 році припинене виробництво в Канаді. 1967 рік став останнім роком випуску 4-дверного седана. В травні 1969 року виробництво моделі «Корвейр» було повністю припинене.

### Турбо-варіант

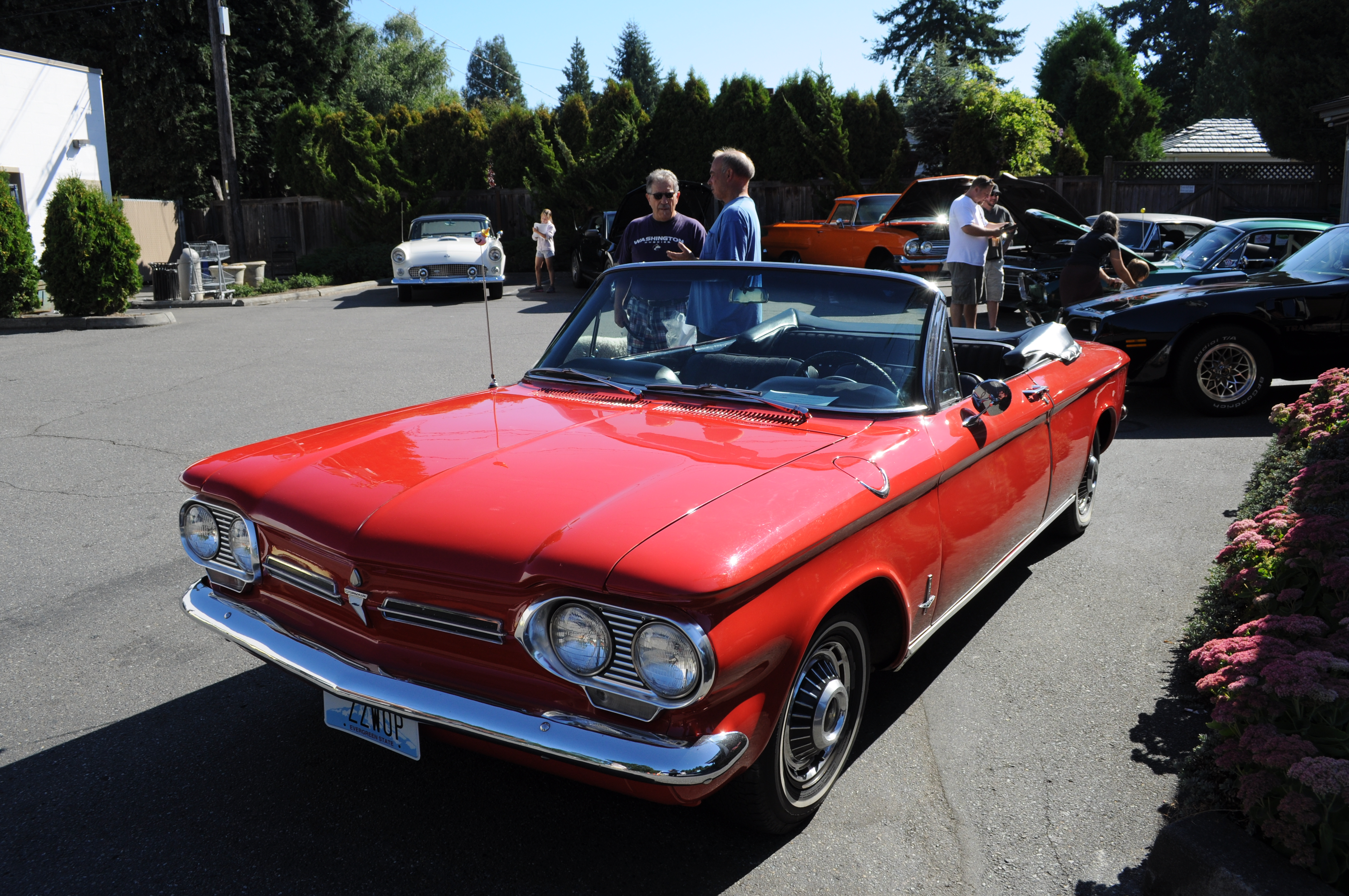
Corvair Monza Spyder

Перший у світі серійний автомобіль з турбонаддувом — Chevrolet Corvair Monza Spyder, в основі двигуна якого лежав 2,3-літровий блок. Потужність силового агрегату зросла з 84 до 150 к. с., час розгону з 0 до 100 км/год. скоротився з 21,6 до 10,8 секунд. Турбо Corvair створювався як альтернатива різним британським спорткарам.